# Daniel Le Gal
Pour les articles homonymes, voir Le Gal.
Daniel Le Gal est un entrepreneur français, cofondateur et PDG de Gemplus, leader mondial des fabricants des cartes à puces.
Ingénieur Supélec, ancien de France Télécom.